# Prince Buster
Cecil Bustamente Campbell (Kingston, Jamaica, 24 de maig de 1938 - Miami, Florida, 8 de setembre de 2016), més conegut com a Prince Buster, fou un músic musulmà, i és recordat com una de les màximes figures del ska i el rocksteady. Els seus discs al segell Blue Beat en la dècada del 1960 han inspirat a multitud de cantants de reggae i ska.

## Biografia

### Principis
Campbell va néixer en una família de classe obrera; fill d'un maquinista de tren, va créixer en un dels barris més durs de Kingston. En la seva joventut va desenvolupar el gust per la música i va tenir el desig de convertir-se en cantant. En 1956 va començar a cantar en clubs nocturns de Kingston per pocs diners. Va formar diversos grups amb amics, no tenint veritable èxit amb cap d'ells.
El que llavors va passar a la carrera musical de Campbell va tenir a veure amb la creixent bogeria dels sound system. Per tota Jamaica els promotors musicals conduïen camionetes amb enormes equips estèreo per organitzar festes ambulants. Els operaris dels sound system posaven els discos de R & B més populars, i sovint tenien un cantant anomenat toaster que convocava al públic, corejava i fanfarronejava animadament, el toaster va ser la influència inicial dels primers rapers.
Un dia Campbell va ser presentat a Clement Dodd, un home de negocis musicals que operava amb els sound systems més populars de Kingston. Com anècdota, Campbell no va ser contractat com a músic sinó com guarda de seguretat, a causa dels fans devots d'un sound system en particular les festes, algunes vegades, es podien posar una mica violentes i Campbell havia estat un hàbil boxejador aficionat a l'adolescència. En aquest treball es va guanyar el sobrenom "The Prince", que sumat al sobrenom de la infància "Buster" (del seu nom Bustamente), van formar el nom amb què es va conèixer.
Es va convertir l'islam.

### Carrera artística i com a productor
El 1960, Buster va produir el disc Oh Carolina per als Folke Brothers amb el seu sobrenom, per al segell Wild Bells. Aquest disc va ser el primer a Jamaica a prendre elements de música africana - la bateria en la gravació la va posar 'Count Ossie', el principal bateria nyabinghi rastafari de Camp David, als turons de Kingston. Va ser un èxit instantani a Jamaica (precisament pels seus ritmes africans, en donar a la gent de Jamaica una mica de la seva pròpia cultura), i els primers discos de Buster (molts dels quals es van editar al Regne Unit per la companyia Melodisc Records) van contribuir molt al desenvolupament de l'ska. Buster es gravaria aviat a si mateix al mateix temps que produïa discos per altres artistes. En aquesta època l'ska s'estava convertint en la música de moda del país, i ell es va canviar del segell Melodisc a Blue Beat, que s'especialitzava exclusivament en ska.
Des de 1963 fins al final de la dècada, Buster va escriure i va gravar dotzenes de discos per Blue Beat, molts dels quals van ser grans èxits. A més va produir més de cent discos per a altres artistes del mateix segell. Experimentar amb noves tècniques de producció que van ser usades amb posterioritat per altres productors. Després del seu èxit inicial aviat va atreure l'atenció internacional. Va fer una extensa gira per Gran Bretanya durant aquest període i va aparèixer al canal comercial de televisió Rediffusion de Londres en el programa pop dels divendres a la tarda Ready Steady Go! A 1964. Alguns discos de Buster van entrar a les llistes angleses; Al Capone va ser el primer disc jamaicà a entrar en el top 20 britànic. També va fer una gira pels Països Baixos i per altres països europeus. Tot i que cap dels seus senzills va entrar en les llistes dels Estats Units, va tenir una triomfant gira nord-americana a 1967.
A la vegada que adorat pels seus fans al seu país i en molts altres, les relacions de Buster amb el seu company i també pioner de l'ska, el productor Leslie Kong, estaven lluny de ser amigables. Un protegit seu, Derrick Morgan, va tenir una baralla amb Buster i va començar a treballar amb Kong. Quan Morgan i Kong van començar a gravar senzills en els quals plagiava melodies dels discos de Buster, Buster va contraatacar gravant una crítica, Blackhead Chinaman. Les dues estrelles van continuar intercanviant insults en les cançons en un estira-i-arronsa que va presagiar les famoses rivalitats entre productors rapers de la dècada del 1990.
A més de ser un pioner en la música, Buster, com Clement Dodd, estava interessat en els negocis. Va obrir una botiga de discos a Kingston en els primers 60 que encara pertany i és explotada per la seva família. Després va fundar una companyia de jukebox. També crec el segell Prince Buster Records, tot i tenir poc èxit, va poder recuperar gran part de les seves pèrdues vendre al propietari de Blue Beat.

### Vida després de les gravacions
En la dècada del 1970 la carrera com a músic de Buster es va alentir per la qual cosa es va centrar en els seus negocis. L'ska no era tan popular com havia arribat a ser, però les seves influències es deixaven sentir en els seus descendents: el rocksteady, que era bàsicament ska però amb un ritme alentit, i el successor més conegut del rocksteady, el reggae. A més de la influència musical, moltes lletres de reggae expressaven un afrocéntric inspirat en la visió del món de Marcus Garvey, que havia estat present en algunes de les cançons de Prince Buster. Bob Marley, Toots Hibbert i altres estrelles del reggae han reconegut aquest deute. Buster també va fer un paper en la pel·lícula internacionalment aclamada The Harder They Come de 1972.
A finals de la dècada del 1970, Buster va tenir seriosos problemes financers. Els seus negocis estaven donant pèrdues en comptes de beneficis, i els préstecs que havia demanat per començar-estaven vencent. Afortunadament per a ell havia sorgit un revival de l'ska al Regne Unit. El 1979 el grup Madness va treure el seu primer disc, un tribut a Buster anomenat "The Prince", que va portar als fans de l'ska a recordar "a l'home que va posar el ritme", stating "So I'll leave it up to you out there / To get him back on his feet." L'interès en Buster va créixer durant aquest temps, va rebre diners pels drets quan grups com The Specials, The Beat i The Selecter gravar versions de les seves cançons i els seus vells discos van ser reeditats, venent bé. Entre totes aquestes benediccions, The Prince anava en realitat a "aixecar el cap".
Prince Buster va viure a Miami (Florida) fins a la seva mort. No va tornar a gravar o produir, però ha donat alguns concerts en els darrers anys.

## Discografia (àlbums)
- I Feel The Spirit - FAB
- Fly Flying Ska
- Pain In My Belly
- Ska-Lip-Soul
- It's Burke's Law
- What A Hard Man Fe Dead
- Prince Buster On Tour
- Judge Dread Rock Steady
- She Was A Rough Rider
- Wreck A Pum Pum
- The Outlaw
- FABulous Greatest Hits - 1963-1981 - FAB/Sequel (1993)
- 15 Oldies but Goodies - FAB
- Tutti Frutti - Melodisc
- Chi Chi Run - FAB
- The Message-Dub Wise - 1972 - FAB/Melodisc
- Sister Big Stuff - Melodisc
- Big Five - Melodisc
- Jamaica's Greatest - Melodisc
- Ten Commandments - 1967 - RCA
- Dance Cleopatra Dance - Blue Elephant